# Music Canada
Music Canada (tidligere Canadian Recording Industry Association (CRIA)) er en nonprofit-brancheorganisation grundlagt 9. april 1963 til at repræsentere interesser for virksomheder, der indspiller, fremstiller, producerer, promoverer og distribuerer musik i Canada. Organisationen har hjemme i Toronto og støtter både store og mindre selskaber.
Det er Music Canada, der uddeler guldplader osv. til udgivelser, der opnår bestemte salgstal. Disse certificeringer uddeles til album, singler (fysiske og digitale downloads), ringetoner og musik-dvd'er. Pr. 1. oktober 2018 har 12 album opnået dobbelt diamant for 2 millioner solgte eksemplarer, heraf fire canadiske (tre med Shania Twain og ét med Alanis Morissette).